# Fritz Klingmüller
Fritz Klingmüller (* 8. September 1871 in Strehlen; † 24. April 1939 in Berlin) war ein deutscher Rechtswissenschaftler.

## Leben
Fritz Klingmüller studierte ab 1890 Rechtswissenschaft an den Universitäten zu Breslau und Halle, wo ihn besonders Rudolf Stammler und Eugen Huber beeinflussten. Nach dem Studienabschluss trat er den juristischen Vorbereitungsdienst in Berlin an, absolvierte 1899 das zweite Staatsexamen und wurde 1900 in Breslau zum Dr. iur. promoviert. Neben seiner Tätigkeit als Gerichtsassessor habilitierte er sich bereits 1901 an der Universität Breslau für Römisches und Bürgerliches Recht.
An der Universität Breslau wurde Klingmüller 1907 zum nichtbeamteten außerordentlichen Professor ernannt und ein Jahr später verbeamtet. Beim Ausbruch des Ersten Weltkriegs meldete er sich freiwillig und diente drei Jahre lang an der Front, zuletzt als Hauptmann. 1916 nahm er einen Ruf auf den Lehrstuhl für Bürgerliches und Römisches Recht an der Universität Greifswald an. Er konnte dem Ruf jedoch erst 1917 folgen, weil er im Lazarett behandelt wurde.
In Greifswald wirkte Klingmüller 16 Jahre lang. Nach der Machtübernahme der Nationalsozialisten wurde er 1933 zusammen mit anderen politisch missliebigen Kollegen in den Ruhestand versetzt (aufgrund des § 4 des Gesetzes zur Wiederherstellung des Berufsbeamtentums). Um weitere Denunziation zu verhindern, zog er nach Berlin, wo er sechs Jahre später starb.
Klingmüller beschäftigte sich mit zahlreichen Aspekten des Römischen und Bürgerlichen Rechts. Dabei vermischte er historische und dogmatische Ansätze. Er lieferte Erklärungen und Untersuchungen zu einzelnen Aspekten des Römischen Rechts, mit Vereinsrecht und Obligationenrecht.

## Schriften (Auswahl)
- Der Begriff des Rechtsgrundes: Seine Herleitung und Anwendung. Breslau 1901
- Die Lehre von den natürlichen Verbindlichkeiten. Eine historisch-dogmatische Untersuchung. Berlin 1905
- Die Idee des Staatseigentums am römischen Provinzialboden. In: Philologus. Band 69 (1910), S. 71–113